# Тасман (полуостров)
Полуостров Тасман или Земя Тасман (на английски: Tasman Peninsula, Tasman Land) е полуостров в Северозападна Австралия, разположен в най-северната част на щата Западна Австралия, между заливите Кинг на югозапад и Жозеф Бонапарт на североизток. Разстоянието между върховете на двата залива е около 540 km, а самия полуостров се простира в северозападна и северна посока от тази мислена линия на 180 km в океана.
Бреговете му са силно разчленени от многочислени малки заливи (Колиер, Йорк, Монтагю, Адмиралтейство, Ванситарт, Нейпир Брум, Кембридж и много други), полуострови между тях и стотици малки острови и архипелази (Баканир, Кокату, Монтгомъри, Бонапарт, Огаста, Коронейшън, Биг и др.). На север завършва с нос Талбот. Централните и южните му части са заети от северните разклонения на платото Кимбърли (максимална височина връх Хан, 776 m), на югоизток е разположено вулканичното плато Антрим, а на югозапад – низината на река Фицрой. Други по-големи реки, стичащи се от платото Кимбърли са: (Ленард, Исдейл, Чарнли, Кинг Едуард, Драйсдейл, Дюрак, Пентекост и др. На полуостров Тасман са обособени 7 аборигенски резервата, 6 по крайбрежието и един в района на връх Хан.
През 1644 г. известният холандски мореплавател Абел Тасман открива отделни участъци от неговото силно разчленено крайбрежие и по-късно целия този регион е наименуван в негова чест Земя Тасман. През 1837 и 1838 г. английският морски капитан Джон Стоукс, командир на известния кораб „Бигъл“ извършва детайлно изследване и картографиране на изключително разчленената брегова линия на полуострова.